# 青苦竹
青苦竹（学名：Pleioblastus chino）为禾本科大明竹属下的一个种。

## 扩展阅读
- 維基物種上的相關：青苦竹